# Yōkoso Lodoss-tō e!
Yōkoso Lodoss-tō e! (jap. ようこそロードス島へ!, Yōkoso Rōdosu-tō e!, dt. „Willkommen auf der Insel Lodoss!“) ist eine Yonkoma-Manga-Serie von Rei Hyakuyashiki, die von 1997 bis 1999 in Japan erschien. Sie parodiert die zuvor erschienene Animeserie Record of Lodoss War und wurde im Jahr 1998 verfilmt.

## Inhalt
In Form von Comicstrips werden Szenen, Figuren oder Ereignisse aus der Original Video Animation von 1990 parodiert. Dabei treten die Figuren in Chibi-Form auf, also verniedlichend karikiert. Es werden auch Szenen „hinter dem Kulissen“ des Animes gezeigt und die Figuren interagieren mit dem Autor und Zeichner Rei Hyakuyashiki, der ebenfalls auftritt.

## Veröffentlichung des Mangas
Der Manga erschien von Juni 1997 bis Mai 1999 bei Kadokawa Shoten in drei Bänden. Central Park Media brachte unter dem Titel Welcome to Lodoss Island! zwei Bände auf Englisch heraus.

## Anime-Film
Am 25. April 1998 kam in Japan ein Film zum Manga in die Kinos als Double Feature mit Maze Bakunetsu Jikū: Tenpen Kyōi no Giant (MAZE☆爆熱時空 天変脅威の大巨人). Der 35 Minuten lange Anime entstand unter der Regie von Kōichi Chigira. Das Charakterdesign stammt von Akemi Kobayashi und Kōichi Usami.
Aufgeteilt in etwa zwei Minuten lange Stücke wurden diese erneut als Bonus nach jeder Folge von Record of Lodoss War: Chronicles of the Heroic Knight gezeigt.
| Rolle       | Japanische Stimme (Seiyū) |
| ----------- | ------------------------- |
| Parn        | Shin’ichirō Miki          |
| Deedlit     | Yūko Miyamura             |
| Lord Cashew | Hidetoshi Nakamura        |
| Etoh        | Kappei Yamaguchi          |
| Slayn       | Kazuhiko Inoue            |

## Rezeption
Die deutsche Zeitschrift MangasZene bezeichnet den Manga als gelungene Parodie des Animes Record of Lodoss War, die „ein absolutes Muss für Lodoss-Fans“ sei. Aber auch für diejenigen, die den Anime nicht kennen, seien die meisten Witze verständlich.